# Xã Ingalls, Quận Gray, Kansas
Xã Ingalls (tiếng Anh: Ingalls Township) là một xã thuộc quận Gray, tiểu bang Kansas, Hoa Kỳ. Năm 2010, dân số của xã này là 609 người.